# Singularitetssatserna
Singularitetssatserna eller Penrose–Hawkings singularitetssatser är ett antal matematiska satser, de första publicerade av Roger Penrose och Stephen Hawking, som under vissa "rimliga" antaganden visar att den allmänna relativitetsteorin leder till att rumtiden innehåller gravitationella singulariteter där de fysikaliska lagarna bryter samman.

## Tolkning
En singularitet är, förenklat, en punkt i rumtiden där flera olika fysikaliska storheter (såsom krökningen eller energitätheten) blir oändliga och gör att de fysikaliska lagarna bryter samman. Singulariteter ingår i flera viktiga rumtider, som Schwarzschildmetriken för ett svart hål och Big bang-singulariteten i Fridman-Robertson-Walker-metriken. De innebär ett problem eftersom man inte vet hur de fysikaliska ekvationerna ska tillämpas i en singularitet.
Då en stjärna kollapsar till ett svart hål kan man tänka sig att stjärnans rörelsemängdsmoment delvis skulle motverka kollapsen och hindra singulariteten från att bildas, men singularitetssatserna visar att detta inte händer och att en singularitet kommer att bildas. I exemplet med den roterande stjärnan gör rörelsemängdsmomentet endast att stjärnan dras ihop snabbare eftersom all energi inom allmän relativitetsteori fungerar som en attraktionskraft. Stjärnan slutar som ett roterande svart hål (se Kerrmetrik).